# HD 215456
HD 215456 är en ensam stjärna belägen i den mellersta delen av stjärnbilden Tranan. Den har en skenbar magnitud av ca 6,63 och kräver åtminstone en handkikare för att kunna observeras. Baserat på parallax enligt Gaia Data Release 2 på ca 25,2 mas, beräknas den befinna sig på ett avstånd på ca 129 ljusår (ca 40 parsek) från solen. Den rör sig närmare solen med en heliocentrisk radialhastighet på ca -19 km/s.

## Egenskaper
HD 215456 är en solliknande gul till vit stjärna i huvudserien av spektralklass G0.5 V. Den har en massa som är ca 1,2 solmassor, en radie som är ca 1,7 solradier och har ca 3 gånger solens utstrålning av energi från dess fotosfär vid en effektiv temperatur av ca 5 800 K.

## Planetssystem
Kring HD 215456 cirkulerar två exoplaneter som är ca 32 respektive 76 gånger så massiva som jorden och med omloppsperiod på knappt 192 respektive 2 226 dygn. Dessa upptäcktes i HARPS-undersökningen 2011 och listades som bekräftade 2020. 
| Planet | Massa     | Halv storaxel (AE) | Siderisk omloppstid (d) | Excentricitet | Inklination | Radie |
| ------ | --------- | ------------------ | ----------------------- | ------------- | ----------- | ----- |
| b      | ≥0,101 MJ | 0,652              | 191,99                  | 0,15          | -           | -     |
| c      | ≥0,246 MJ | 3,394              | 2 277                   | 0,19          | -           | -     |